# BurgerCLUB
BurgerCLUB — мережа закладів швидкого харчування в Україні та Росії. Спеціалізується на бургерах та сендвічах. Відкритий у 2008 році, працює в трьох країнах Європи і Азії. Цими країнами є Україна, Казахстан і Росія.
Штаб-квартира компанії знаходиться в Полтаві, Україна. Більшість ресторанів знаходяться в Україні.

## Заклади
Перший заклад відкрито у 2008 році в Полтаві, а 2010 року компанія вийшла й на російський ринок. Станом на лютий 2011 року діє 16 закладів, що розташовані в таких містах:
- Полтава
- Харків
- Одеса
- Вінниця
- Кременчук
- Херсон
- Миколаїв
- Дрогобич
- Житомир
- Донецьк
- Івано-Франківськ
- Липецьк
- Тамбов

Меню у мережі «BurgerCLUB» містить не лише стандартний набір фаст-фуду, а й фруктові/овочеві салати, піцу, роли, картопляні страви, курячі крильця (курячі нагетси) і багато інших. Також пропонують різні напої: кава, Кока-Кола, свіжі натуральні соки, безалкогольні коктейлі і пиво. У всіх закладах працює безкоштовний Wi-Fi.